# 王清正
王清正（1901年—1968年），男，吉林榆树人，中华人民共和国政治人物，曾任黑龙江省人民委员会副省长，黑龙江省政协副主席。